# Prosoplus schultzei
Prosoplus schultzei là một loài bọ cánh cứng trong họ Cerambycidae.